# Tateshia
Tateshia is een geslacht van weekdieren uit de klasse van de Gastropoda (slakken).

## Soorten
- Tateshia naomiae Fukuda & Kosuge, 2010
- Tateshia yadai Kosuge, 1986